# Kehila
Kehila (Duits: Keggul) is een plaats in de Estlandse gemeente Saaremaa, provincie Saaremaa. De plaats heeft de status van dorp (Estisch: küla).
Tot in oktober 2017 lag de plaats in de gemeente Kihelkonna. In die maand ging Kihelkonna op in de fusiegemeente Saaremaa.

## Bevolking
Het dorp had 6 inwoners op 31 december 2011 en 8 inwoners op 31 december 2021.

## Ligging
De plaats ligt aan de  oostkust van het schiereiland Tagamõisa in het noordwesten van het eiland Saaremaa. In de boerderij Miilaste talu is een klein museum ingericht, dat is gewijd aan het boerenbestaan en de visvangst op Saaremaa.

## Geschiedenis
Kehila werd voor het eerst genoemd in 1570 onder de naam Keuell, een nederzetting op het landgoed van Tagamõisa.